# Syzygium carolinense
Syzygium carolinense là một loài thực vật có hoa trong Họ Đào kim nương. Loài này được (Koidz.) Hosok. miêu tả khoa học đầu tiên năm 1940.